# Emma Alien
Emma Alien (Originaltitel: Four Eyes!) ist eine französisch-amerikanische Zeichentrickserie, die zwischen 2004 und 2005 produziert wurde.

## Handlung
Emma ist eigentlich ein ganz normales zehnjähriges Mädchen, wäre sie nicht ein Alien. Sie hat die fünfte Klasse auf ihrem Heimatplaneten Albacore7 nicht geschafft und ihre Eltern dadurch verärgert, da sie zu der besseren Gesellschaft auf Albacore7 gehören. Als Strafe nehmen sie ihr ihr Hightech-Spielzeug weg und verbieten ihr, ihre Alien-Fähigkeiten einzusetzen. Auf der Erde soll sie nun das fünfte Schuljahr nachholen. Aufgrund ihres angepassten menschenähnlichen Aussehens und ihres Verhaltens kommt sie bei den Menschen manchmal etwas komisch rüber. So kämpft sich Emma durch den Schulalltag und erlebt auch typische Teenagerprobleme wie Verliebt sein und Pickel. Während der etwas verschobene aber freundliche Schuldirektor Payne mit Emma zufrieden ist, regt sich ihre Lehrerin Mrs. Dowager meistens grundlos über sie auf. Emmas Gegenspieler sind die fiesen Geschwister Alexis und Roland Billingsford die zu wissen scheinen was sich hinter Emmas Brille versteckt. Zwar hasst Emma die Erde und würde sie lieber heute als morgen verlassen, aber für ihre Freunde Pete und Skyler ist sie immer da.

## Produktion und Veröffentlichung
Die Serie wurde zwischen 2004 und 2005 französisch-amerikanischer Kooperation produziert. Beteiligt waren die Unternehmen Pictor Media Animation und PorchLight Entertainment. Dabei sind 52 Folgen entstanden.
Sie wurde in Deutschland erstmals am 6. Februar 2006 auf Nick Deutschland ausgestrahlt.

## Synchronisation
Die deutsche Synchronfassung zu Emma Alien entstand bei der Deutschen Synchron Filmgesellschaft mbH & Co. Karlheinz Brunnemann Produktions KG in Berlin.
| Rolle               | Originalsprecher | Deutscher Sprecher |
| ------------------- | ---------------- | ------------------ |
| Emma                | Candi Milo       | Susanne Geier      |
| Pete                | Elizabeth Daily  | Dirk Petrick       |
| Skyler              | Keith Ferguson   | Jesco Wirthgen     |
| Alexis              | Grey Griffin     | –                  |
| Rolland             | Sean Marquette   | –                  |
| Schuldirektor Payne | Tom Kane         | Michael Pan        |
| Miss Doager         | Cree Summer      | –                  |

## Episodenliste
| Folge | deutscher Titel                   | deutsche Erstausstrahlung | englischer Titel                   |
| 1     | Wer ist wer?                      | 06.02.2006                | Who’s Who                          |
| 2     | So verträumt                      | 07.02.2006                | So Dreamy                          |
| 3     | Der Test                          | 08.02.2006                | The Test                           |
| 4     | Frisur entlaufen                  | 09.02.2006                | Bad Hair Day                       |
| 5     | Tor-orientiert                    | 10.02.2006                | Goal Oriented                      |
| 6     | Sie sind unter uns!               | 13.02.2006                | They Are Among Us                  |
| 7     | Zoo-Unlogisch                     | 14.02.2006                | Zoo Illogical                      |
| 8     | Mrs. Dowagers Geheimnis           | 15.02.2006                | Dowager’s Secret                   |
| 9     | Das Geheimprojekt                 | 16.02.2006                | Science Friction                   |
| 10    | Eltern aus dem All                | 17.02.2006                | Parents From Space                 |
| 11    | Emma Nummer Fünf                  | 20.02.2006                | The Fifth Emma                     |
| 12    | Emma ist erkältet                 | 21.02.2006                | Cold Hearted                       |
| 13    | Die Erpressung                    | 22.02.2006                | Lost Connection                    |
| 14    | Zu viele Petes                    | 23.02.2006                | Pete and Re-Pete                   |
| 15    | Direktorin Emma                   | 24.02.2006                | Headmaster Emma                    |
| 16    | Pläne für Pete                    | 27.02.2006                | Making Plans For Pete              |
| 17    | Das Titelfoto                     | 28.02.2006                | The Miss Academy Mishap            |
| 18    | Emma als Superfan                 | 01.03.2006                | Falling Star                       |
| 19    | Das Schulmaskottchen              | 02.03.2006                | Miss Pop-Hilarity                  |
| 20    | Der Körpertausch                  | 03.03.2006                | Plasmic Psycho Alien-alysis        |
| 21    | Schummeln gilt nicht!             | 06.03.2006                | Cheaters Never Win                 |
| 22    | Payne verzweifelt gesucht         | 07.03.2006                | No Payne, No Gain                  |
| 23    | Der Tag des Froschs               | 08.03.2006                | Frog Day Afternoon                 |
| 24    | Der Schulinspektor                | 09.03.2006                | Last Judgement                     |
| 25    | Vor die Hunde gegangen            | 10.03.2006                | Gone To The Dogs                   |
| 26    | Zimmerkameraden                   | 16.05.2006                | Roomies                            |
| 27    | Gorloff-Alarm                     | 31.03.2006                | The Pool                           |
| 28    | Wer braucht euch schon!           | 17.05.2006                | Who Needs You?                     |
| 29    | Wer war das?                      | 03.04.2006                | Alter Ego                          |
| 30    | Emma, ganz Mensch                 | 18.05.2006                | Less Humanity Please!              |
| 31    | Wir sind quitt!                   | 04.04.2006                | Til Debt Do Us Part                |
| 32    | Prinzessin Occuquad               | 19.05.2006                | The Unknown Comic                  |
| 33    | Emmas Zwillingsschwester          | 05.04.2006                | Emma … ’s Twin                     |
| 34    | Außerirdisches Babysitten         | 22.05.2006                | Baby Sitter Blues                  |
| 35    | Monstermotten                     | 06.04.2006                | Homesickness Is Where The Heart Is |
| 36    | Verrückt nach dir                 | 01.04.2006                | Mad About You                      |
| 37    | Skyler verzweifelt gesucht!       | 07.04.2006                | Desperately Seeking Skyler         |
| 38    | Verliebt in einen Dummy           | 10.04.2006                | Love Is For Dummies                |
| 39    | Endlich eine Eins!                | 23.04.2006                | Venus De Pete                      |
| 40    | Das rosa Seemonster               | 23.04.2006                | The Loch Ness Emma                 |
| 41    | Angriff der Marshmallow-Mutanten  | 11.04.2006                | Back To Nature                     |
| 42    | Schöne neue Werbewelt             | 06.05.2006                | Spoiled Milk                       |
| 43    | Wetten, dass!                     | 12.04.2006                | Big Bang Boom                      |
| 44    | Ein heißes Outfit                 | 08.05.2006                | Two-Faced Emma                     |
| 45    | Operation „Milch weg“             | 13.04.2006                | The Milk Man                       |
| 46    | Piratensender Skype               | 08.05.2006                | Radio Free Earth                   |
| 47    | Der Vielfraß-Wettbewerb           | 14.04.2006                | Fish Feud                          |
| 48    | Ben & Babsi                       | 30.04.2006                | Ben & Ulie                         |
| 49    | Windpocken und Voodoo-Zauber      | 17.04.2006                | Monkey See, Monkey Do              |
| 50    | Muttertag                         | 13.03.2006                | Mother’s Day                       |
| 51    | Biovotdrüsenproblem               | 18.04.2006                | Green Four-Eyed Monster            |
| 52    | Mission X-Q-7-I-A-K-A-3–6–1–5NORD | 10.05.2006                | Mission Chimpossible               |